# Etano
El etano (del griego aither éter, y el sufijo -ano) es un hidrocarburo alifático alcano con dos átomos de carbono, de fórmula C2H6. En condiciones normales es gaseoso y un excelente combustible. Su punto de ebullición está en -88 °C.
Se encuentra en cantidad apreciable en el gas natural.  Como muchos hidrocarburos, el etano se aísla a escala industrial a partir del gas natural y como subproducto  petroquímico del refinado de petróleo. Su principal uso es como materia prima para la producción de etileno.
Los compuestos relacionados pueden formarse sustituyendo un átomo de hidrógeno por otro grupo funcional; el resto del etano se denomina grupo etilo. Por ejemplo, un grupo etilo unido a un grupo hidroxilo produce etanol, el alcohol en bebidas.

## Historia
El etano fue sintetizado por primera vez en 1834 por Michael Faraday, aplicando la electrólisis de una solución de acetato de potasio. Confundió el hidrocarburo producto de esta reacción con metano y no lo investigó más.
Durante el período 1847-1849, en un esfuerzo por reivindicar la teoría de los radicales de la química orgánica, Hermann Kolbe y Edward Frankland produjeron etano mediante las reducciones de propionitrilo (cianuro de etilo) y yoduro de etilo con el metal potasio, y, al igual que Faraday, mediante la electrólisis de acetatos de acuosa. Confundieron el producto de estas reacciones con el radical metilo (CH
3), del que el etano (C
2H
6) es un dímero.
Este error fue corregido en 1864 por Carl Schorlemmer, quien demostró que el producto de todas estas reacciones era en realidad el etano. El etano fue descubierto disuelto en petróleo crudo ligero de Pennsilvania por Edmund Ronalds en 1864.

## Propiedades
A temperatura y presión estándar, el etano es un gas incoloro e inodoro. Tiene un punto de ebullición de −88,5 grados Celsius (−127,3 °F) y un punto de fusión de −182,8 grados Celsius (−297,0 °F). El etano sólido existe en varias modificaciones. Al enfriarse a presión normal, la primera modificación que aparece es un cristal plástico, que cristaliza en el sistema cúbico. En esta forma, las posiciones de los átomos de hidrógeno no son fijas; las moléculas pueden rotar libremente alrededor del eje largo. Enfriando este etano por debajo de ca. 89,9 Kelvin (−183,3 °C) lo convierte en etano II monoclínico metaestable (grupo espacial P 21/n). El etano es muy poco soluble en agua.
Los parámetros de enlace del etano se han medido con gran precisión mediante espectroscopia de microondas y difracción de electrones: rC-C = 1. 528(3) Å, rC-H = 1.088(5) Å, y ∠CCH = 111.6(5)° por microondas y rC-C = 1.524(3) Å, rC-H = 1.089(5) Å, y ∠CCH = 111.(5)° por difracción de electrones. 9(5)° por difracción de electrones (los números entre paréntesis representan las incertidumbres en los dígitos finales).

### Atmosférico y extraterrestre

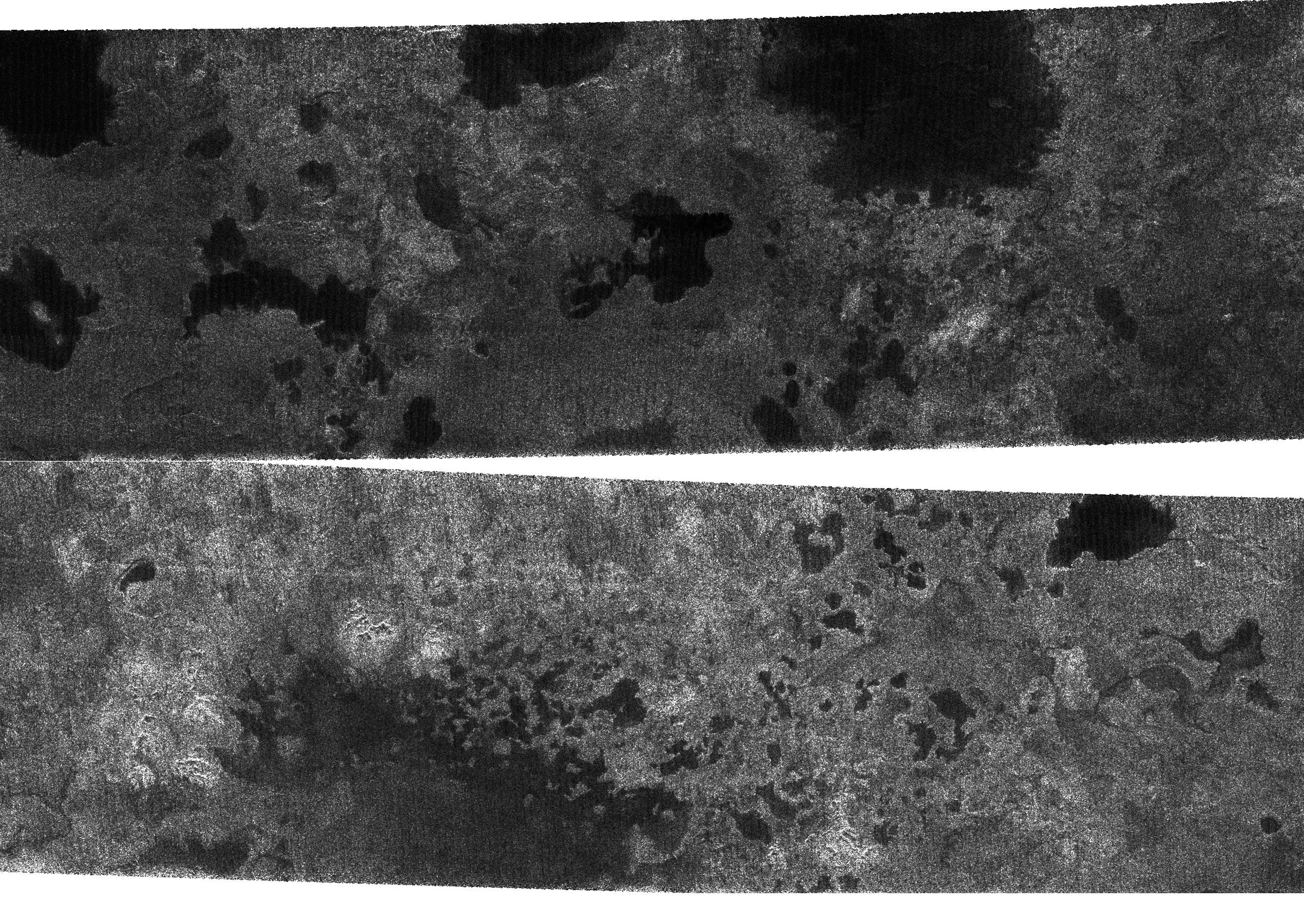
Una fotografía de las latitudes septentrionales de Titán. Los rasgos oscuros son lagos de hidrocarburos que contienen etano

El etano se encuentra como gas traza en la atmósfera terrestre, teniendo actualmente una concentración a nivel del mar de 0,5 ppb, aunque es probable que su concentración preindustrial fuera sólo de unas 0,25 partes por billón, ya que una proporción significativa del etano en la atmósfera actual puede haberse originado como combustible fósil. Las cantidades globales de etano han variado con el tiempo, probablemente debido a la quema en yacimientos de gas natural. Las tasas mundiales de emisión de etano disminuyeron de 1984 a 2010,aunque el aumento de la producción de gas de esquisto en la formación Bakken en EE. UU. ha detenido el descenso a la mitad.
.
Aunque el etano es un gas de efecto invernadero, es mucho menos abundante que el metano, tiene una vida útil de solo unos meses en comparación con más de una década, y también es menos eficiente absorbiendo radiación en relación con su masa. De hecho, el potencial de calentamiento global del etano se debe en gran medida a su conversión en la atmósfera en metano. Se ha detectado como componente traza en las atmósferas de los cuatro planetas gigantes, y en la atmósfera de la luna de  Saturno Titán.
El etano atmosférico es el resultado de la acción fotoquímica del Sol sobre el gas metano, también presente en estas atmósferas: los fotones ultravioleta de longitud de onda inferior a 160 nm pueden foto-disociar la molécula de metano en un radical metilo y un átomo de hidrógeno. Cuando dos radicales metilo se recombinan, el resultado es etano:
CH4 → CH3- + -H
CH3- + -CH3 → C2H6
En la atmósfera terrestre, los radicales hidroxilo convierten el etano en vapor de metanol con una vida media de unos tres meses.
Se sospecha que el etano producido de este modo en Titán vuelve a llover sobre la superficie lunar y, con el tiempo, se ha acumulado en mares de hidrocarburos que cubren gran parte de las regiones polares de la luna. En diciembre de 2007, la sonda Cassini encontró al menos un lago en el polo sur de Titán, ahora llamado Ontario Lacus debido a que su superficie es similar a la del lago Ontario en la Tierra (aproximadamente 20.000 km2). Análisis posteriores de datos espectroscópicos infrarrojos presentados en julio de 2008 aportaron pruebas adicionales de la presencia de etano líquido en Ontario Lacus. Varios lagos de hidrocarburos significativamente mayores, Ligeia Mare y Kraken Mare siendo los dos más grandes, fueron descubiertos cerca del polo norte de Titán utilizando datos de radar recogidos por Cassini. Se cree que estos lagos están formados principalmente por una mezcla de etano y metano líquidos.
En 1996, se detectó etano en el Cometa Hyakutake, y desde entonces se ha detectado en algunos otros cometas. La existencia de etano en estos cuerpos distantes del sistema solar puede implicar al etano como componente primordial de la nebulosa solar a partir de la cual se cree que se formaron el sol y los planetas.
En 2006, Dale Cruikshank, del Centro de Investigación de la NASA/Ames (coinvestigador de New Horizons) y sus colegas anunciaron el descubrimiento espectroscópico de etano en la superficie de  Plutón.

## Especificaciones técnicas del etano
ICSC :0266
CAS:74-84-0
UN: 1035
CE: 601-003-00-X
El gas se mezcla bien con el aire, se forman fácilmente mezclas explosivas.
El etano tiene un poder calorífico inferior y superior igual a 21,2 y 23,4 MJ/L.

### Incendios
Extremadamente inflamable. Polvos, dióxido de carbono. Cortar el suministro; si no es posible y no existe riesgo para el entorno próximo, deje que el incendio se extinga por sí mismo.

### Explosión
Las mezclas gas/aire son explosivas. En caso de incendio: mantener fría la botella por pulverización con agua. Combatir el incendio desde un lugar protegido.

### Fugas de gas y derrames de líquido
Evacuar la zona de peligro. Consultar a un experto. Ventilación. Los escapes de gas fuera de su instalación, requieren las reacciones correspondientes a una fuga de gas. No verter nunca chorros de agua sobre el etano líquido. (Protección personal adicional: equipo autónomo de respiración).

### Exposición
- El líquido puede producir congelación.
- Asfixiante simple.
- Piel: En  contacto con el líquido: congelación.
- Ojos: En contacto con el líquido: congelación.

### Almacenamiento
A temperatura ambiente, el etano es un gas  muy inflamable, por lo cual para almacenarlo, hay que mantener en lugar frío.

## Uso
El principal uso del etano es la producción de etileno mediante craqueo al vapor. Cuando se diluye con vapor y se calienta brevemente a temperaturas muy altas (900 °C o más), los hidrocarburos pesados se descomponen en hidrocarburos más ligeros, y los hidrocarburos saturados se convierten en insaturados. El etano se ve favorecido para la producción de etileno porque el craqueo al vapor del etano es bastante selectivo para el etileno, mientras que el craqueo al vapor de los hidrocarburos más pesados produce una mezcla de productos más pobre en etileno y más rica en alquenos (olefinas), como el propeno (propileno) y el butadieno, y en hidrocarburos aromáticos.
Experimentalmente, se está investigando el etano como materia prima para otros productos químicos básicos. [La cloración oxidativa del etano ha parecido durante mucho tiempo una ruta potencialmente más económica para obtener cloruro de vinilo que la cloración del etileno. Se han patentado muchos procesos para producir esta reacción, pero la escasa selectividad para el cloruro de vinilo y las condiciones de reacción corrosivas (concretamente, una mezcla de reacción que contenga ácido clorhídrico a temperaturas superiores a 500 °C) han desanimado la comercialización de la mayoría de ellos. Actualmente, INEOS opera una planta piloto de conversión de etano en cloruro de vinilo de 1000 t/a (toneladas por año) en Wilhelmshaven en Alemania.
Del mismo modo, la empresa de Arabia Saudí SABIC ha anunciado la construcción de una planta de 30.000 t/a para producir ácido acético por oxidación de etano en Yanbu. La viabilidad económica de este proceso puede depender del bajo coste del etano cerca de los yacimientos petrolíferos saudíes, y puede no ser competitivo con la carbonilación de metanol en otras partes del mundo.
El etano puede utilizarse como refrigerante en sistemas de refrigeración criogénica. A una escala mucho menor, en la investigación científica, el etano líquido se utiliza para vitrificar muestras ricas en agua para la criomicroscopía electrónica. Una fina película de agua sumergida rápidamente en etano líquido a -150 °C o más frío se congela demasiado rápido para que el agua cristalice. Los métodos de congelación más lentos pueden generar cristales de hielo cúbicos, que pueden alterar estructuras blandas dañando las muestras y reducir la calidad de la imagen al dispersar el haz de electrones antes de que pueda llegar al detector.

## Salud y seguridad
A temperatura ambiente, el etano es un gas extremadamente inflamable. Cuando se mezcla con el aire al 3,0%-12,5% en volumen, forma una mezcla explosiva. Por ello, los escapes de etano fuera del sitio donde haya sido contenido requieren las reacciones correspondientes a una fuga de gas. 
Son necesarias algunas precauciones adicionales cuando el etano se almacena como líquido criogénico. El contacto directo con el etano líquido puede provocar graves congelaciones. Hasta que se calientan a temperatura ambiente, los vapores del etano líquido son más pesados que el aire y pueden fluir por el suelo o la tierra, acumulándose en lugares bajos; si los vapores encuentran una fuente de ignición, la reacción química puede retroceder a la fuente de etano de la que se evaporaron.
El etano puede desplazar al oxígeno y convertirse en un peligro de asfixia. El etano no supone ningún riesgo agudo o crónico conocido toxicológico. No es un carcinógeno.